# Риштольсайм
Риштольсайм (фр. Richtolsheim) — коммуна на северо-востоке Франции в регионе Гранд-Эст (бывший Эльзас — Шампань — Арденны — Лотарингия), департамент Нижний Рейн, округ Селеста-Эрстен, кантон Селеста. До марта 2015 года коммуна административно входила в состав упразднённого кантона Маркольсайм (округ Селеста-Эрстен).
Площадь коммуны — 3,63 км², население — 355 человек (2006) с тенденцией к стабилизации: 348 человек (2013), плотность населения — 95,9 чел/км².

## Население
Население коммуны в 2011 году составляло 347 человек, в 2012 году — 348 человек, а в 2013-м — 348 человек.
| 1962 | 1968 | 1975 | 1982 | 1990 | 1999 | 2006 | 2008 | 2011 | 2012 | 2013 |
| ---- | ---- | ---- | ---- | ---- | ---- | ---- | ---- | ---- | ---- | ---- |
| 245  | 277  | 266  | 235  | 243  | 302  | 355  | 350  | 347  | 348  | 348  |

Динамика населения:

## Экономика
В 2010 году из 230 человек трудоспособного возраста (от 15 до 64 лет) 191 были экономически активными, 39 — неактивными (показатель активности 83,0 %, в 1999 году — 71,3 %). Из 191 активных трудоспособных жителей работали 175 человек (96 мужчин и 79 женщин), 16 числились безработными (8 мужчин и 8 женщин). Среди 39 трудоспособных неактивных граждан 8 были учениками либо студентами, 20 — пенсионерами, а ещё 11 — были неактивны в силу других причин.

## Достопримечательности (фотогалерея)

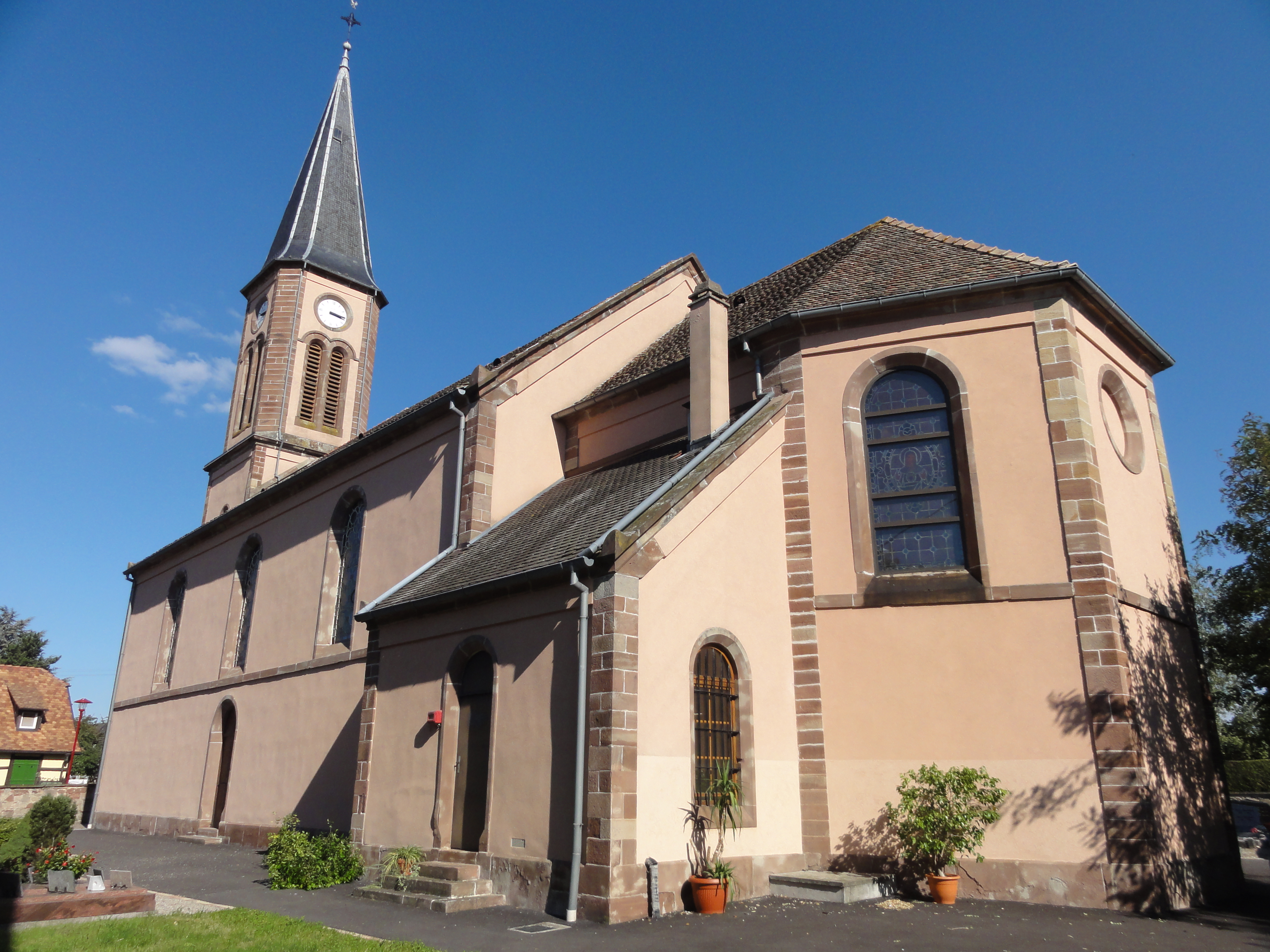
Церковь Сент-Арбогаст
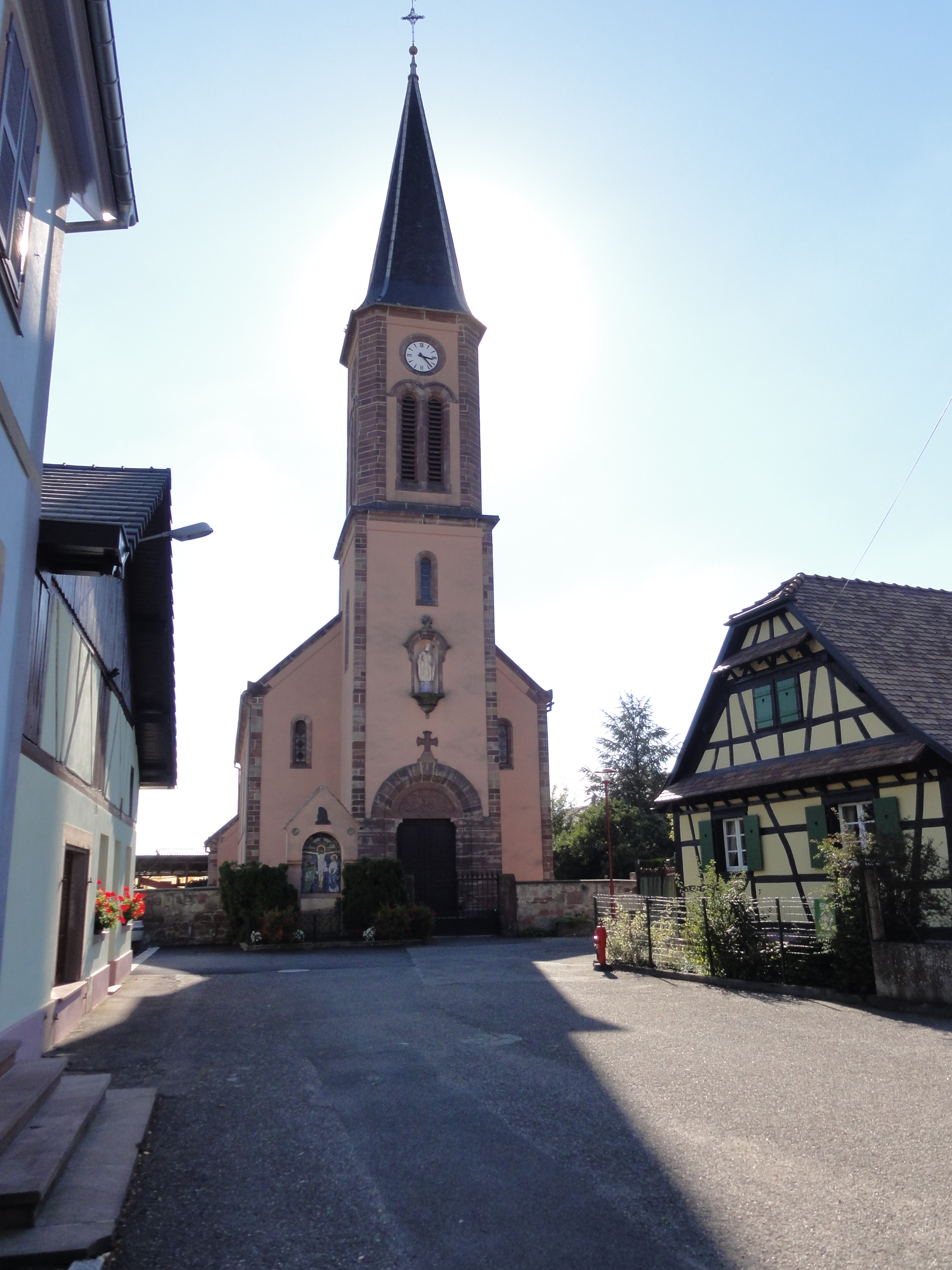
Колокольня
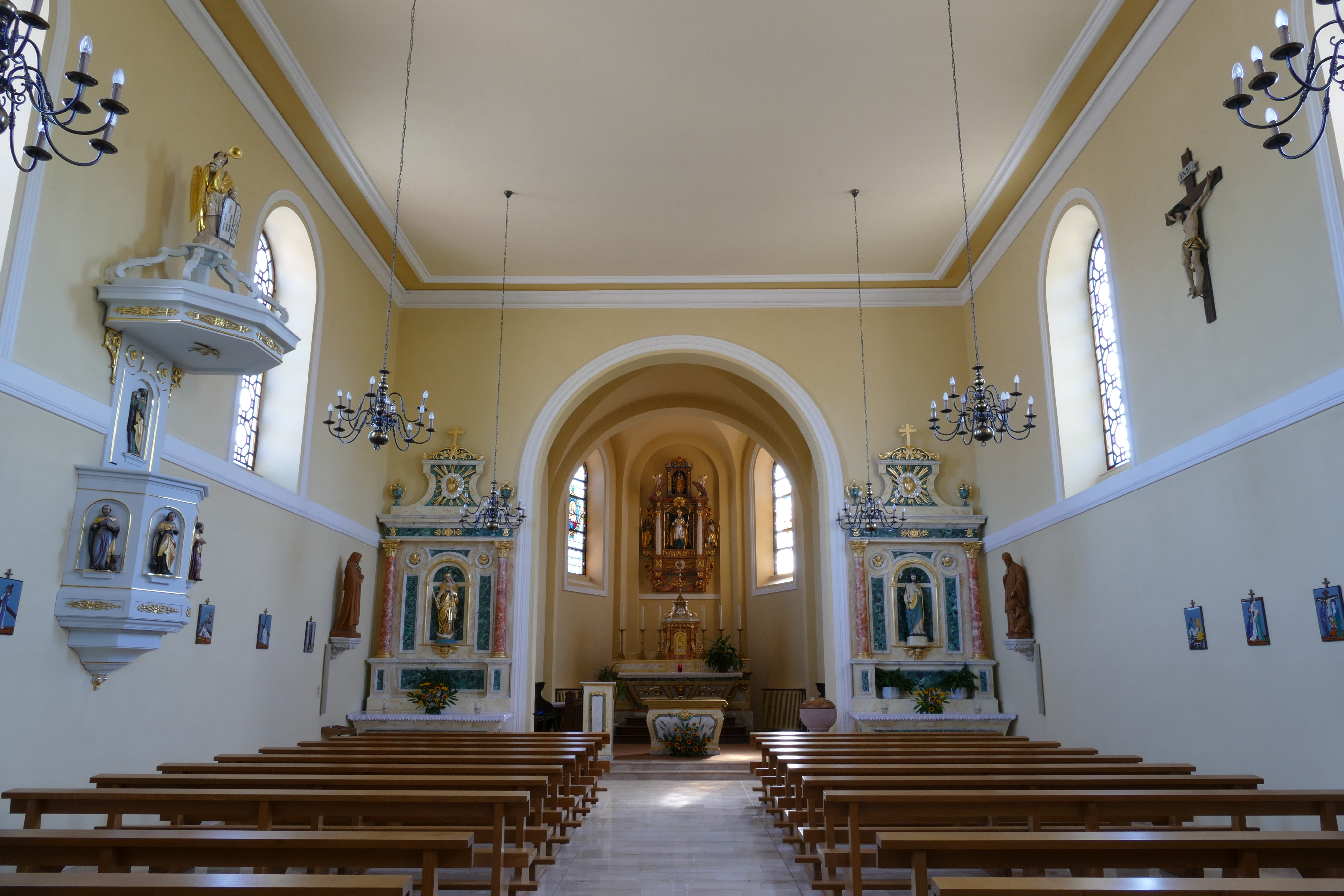
Интерьер, вид на алтарь
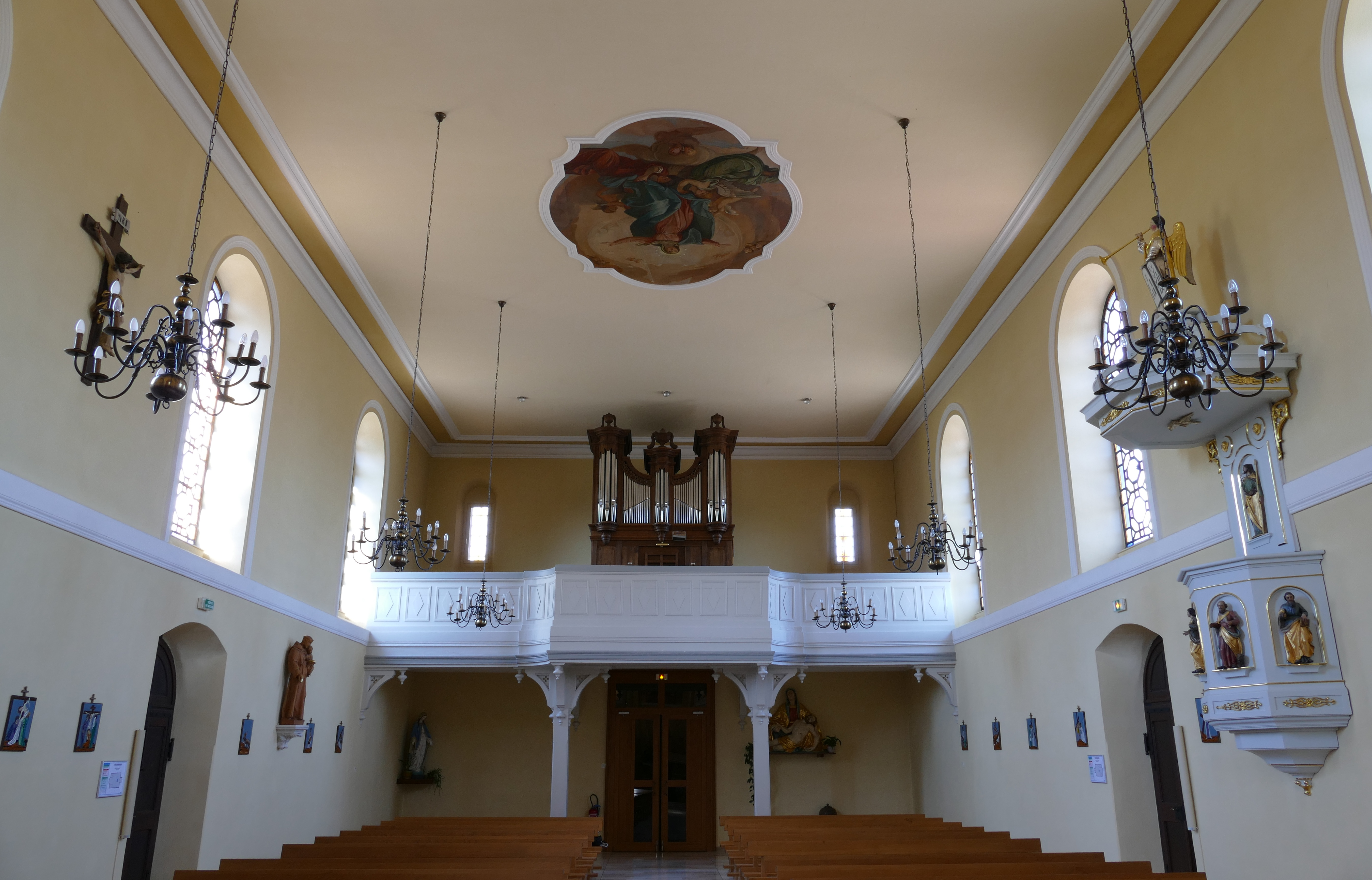
Интерьер, вид на орган
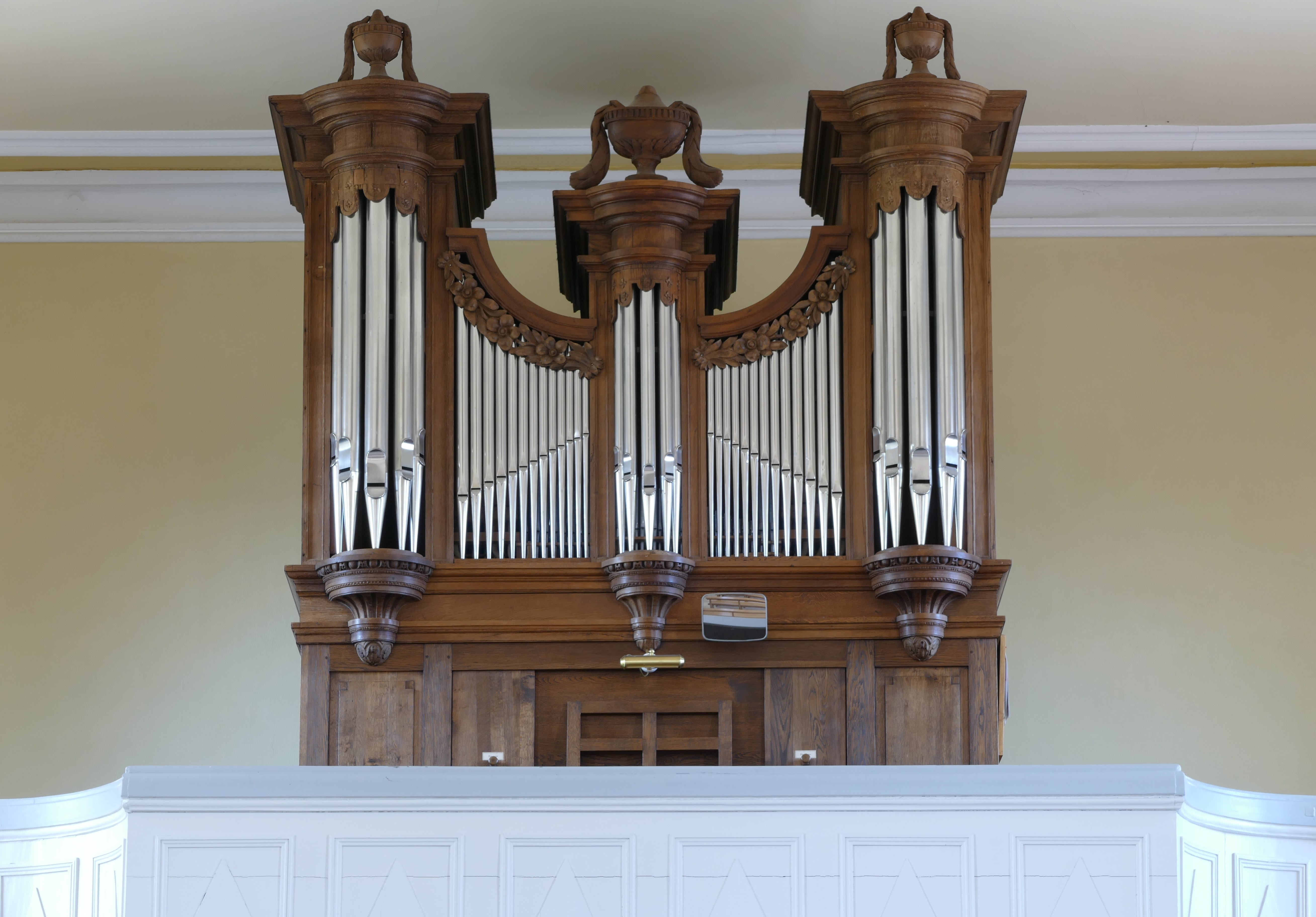
Орган Callinet-Rabiny-Kriess
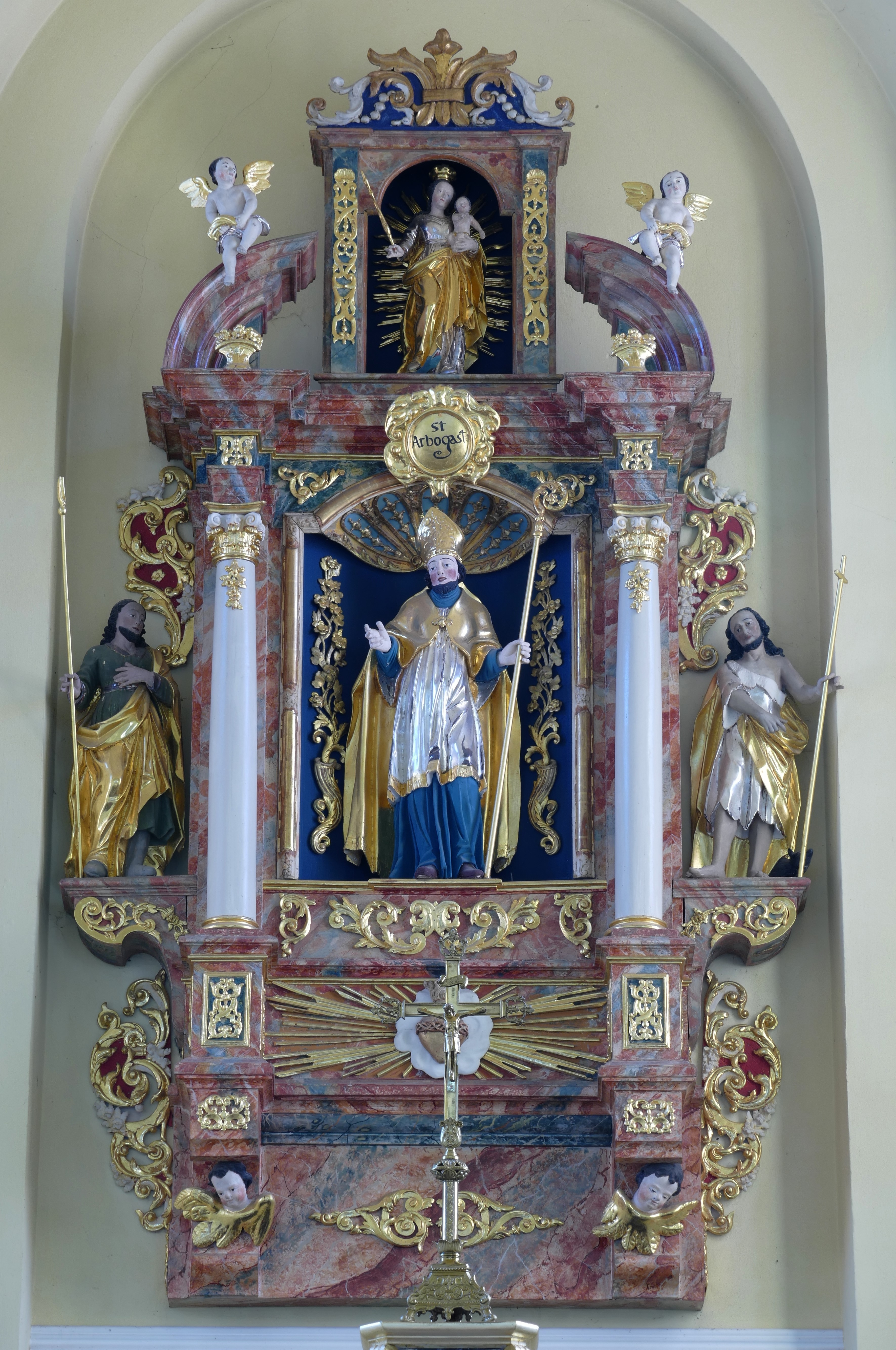
Алтарь церкви Сент-Арбогаст и статуи